# Ždánice (ort i Tjeckien, Mellersta Böhmen)
Ždánice är en ort i Tjeckien.   Den ligger i regionen Mellersta Böhmen, i den centrala delen av landet, 40 km öster om huvudstaden Prag. Ždánice ligger 334 meter över havet och antalet invånare är 305.
Terrängen runt Ždánice är lite kuperad. Runt Ždánice är det ganska tätbefolkat, med 54 invånare per kvadratkilometer. Närmaste större samhälle är Kolín, 18,4 km öster om Ždánice. Trakten runt Ždánice består till största delen av jordbruksmark.